# Kevin Owens
Kevin Yanick Steen (* 7. Mai 1984 in Saint-Jean-sur-Richelieu, Québec) ist ein kanadischer Wrestler. Er steht als Kevin Owens bei der WWE unter Vertrag und tritt dort bei SmackDown auf. Seine bisher größten Erfolge sind der Erhalt der Universal Championship und der dreifache Erhalt der WWE United States Championship.

## Privatleben
Steen wurde in Saint-Jean-sur-Richelieu geboren und wuchs im nahe gelegenen Dorf Marieville auf. Er wurde von Jacques Rougeau, Pierre Carl Ouellet und Serge Jodoin trainiert.

## Wrestling-Karriere

### Independent-Ligen (2000–2014)
Am 7. Mai 2000 debütierte er in der Promotion von Jacques Rougeau.
Am 6. Februar 2004 gewann Steen seinen ersten Titel, den EWR Titel. Am 11. September 2004 trat er das erste Mal in den USA, bei Combat Zone Wrestling (kurz CZW), auf. Es folgten Verpflichtungen bei verschiedenen Independent Promotions in den USA (z. B. Pro Wrestling Guerrilla, IWA Mid-South oder Jersey All Pro Wrestling) und in Kanada (z. B. International Wrestling Syndicate). Am 6. August 2005 gewann Steen bei Pro Wrestling Guerrilla (kurz PWG) die PWG Championship von AJ Styles. Bei CZW gewann Steen am 13. August 2005 die CZW Iron Man Championship. Im Mai 2006 trat er bei der deutschen Wrestling-Promotion Westside Xtreme Wrestling auf. Im Oktober und im November 2006 trat er bei Dragon Gate in Japan auf. Bei Pro Wrestling Guerrilla gewannen Steen und Generico die PWG World Tag Team Championship von PAC und Roderick Strong. Im April 2008 fehdete Steen gegen Nigel McGuinness.

### Ring of Honor (2007–2014)
Seinen ersten Auftritt bei Ring of Honor (kurz ROH) hatte Steen im Februar 2007. Bei ROH bildete er mit El Generico ein Tag Team. Mit Generico fehdete er gegen die Briscoes (Jay und Mark Briscoe).
Am 19. September 2008 gewann Steen mit El Generico die ROH World Tag Team Championship von Jimmy Jacobs und Tyler Black. Den Titel gaben sie am 10. April 2009 an Davey Richards und Eddie Edwards ab. Im Dezember 2009 begann Steen mit Steve Corino eine Fehde gegen seinen langjährigen Partner El Generico und Colt Cabana. Die Fehde endete in einem Match, bei ROH Final Battle 2010, welches El Generico gewann.

### World Wrestling Entertainment (seit 2014)

#### NXT Champion(2014–2015)
Am 12. August 2014 unterschrieb Steen einen Vertrag bei der WWE. Nach einem Training in deren Performance Center, debütierte er am 11. Dezember 2014 in der WWE-Entwicklungsliga NXT als Kevin Owens bei der NXT-Veranstaltung NXT TakeOver: R Evolution. Der Ringname Kevin Owens ist eine Hommage an den 1999 während eines WWE-PPVs verstorbenen Wrestlers Owen Hart, der Steens großes Vorbild war. Bei dieser Veranstaltung konnte er in seinem Debüt-Match CJ Parker besiegen. Am selben Tag griff er Sami Zayn, seinen ehemaligen Tag Team-Partner aus der Independentszene, an. Nach diesem Angriff folgte eine Fehde gegen Sami Zayn um die NXT Championship. Am 11. Februar 2015 erhielt er bei der Veranstaltung NXT Takeover IV: Rival die NXT Championship von Sami Zayn. Den Titel verlor er am 4. Juli 2015 bei einer Houseshow in Tokio an Finn Bálor. Das Rückmatch um die NXT Championship fand am 22. August 2015 bei NXT TakeOver: Brooklyn statt. Dies war auch ein Leiter-Match, welches Owens verlor. Es war sogleich auch sein letztes Match bei NXT.

#### Fehde gegen John Cena undUniversal Champion(2015–2017)

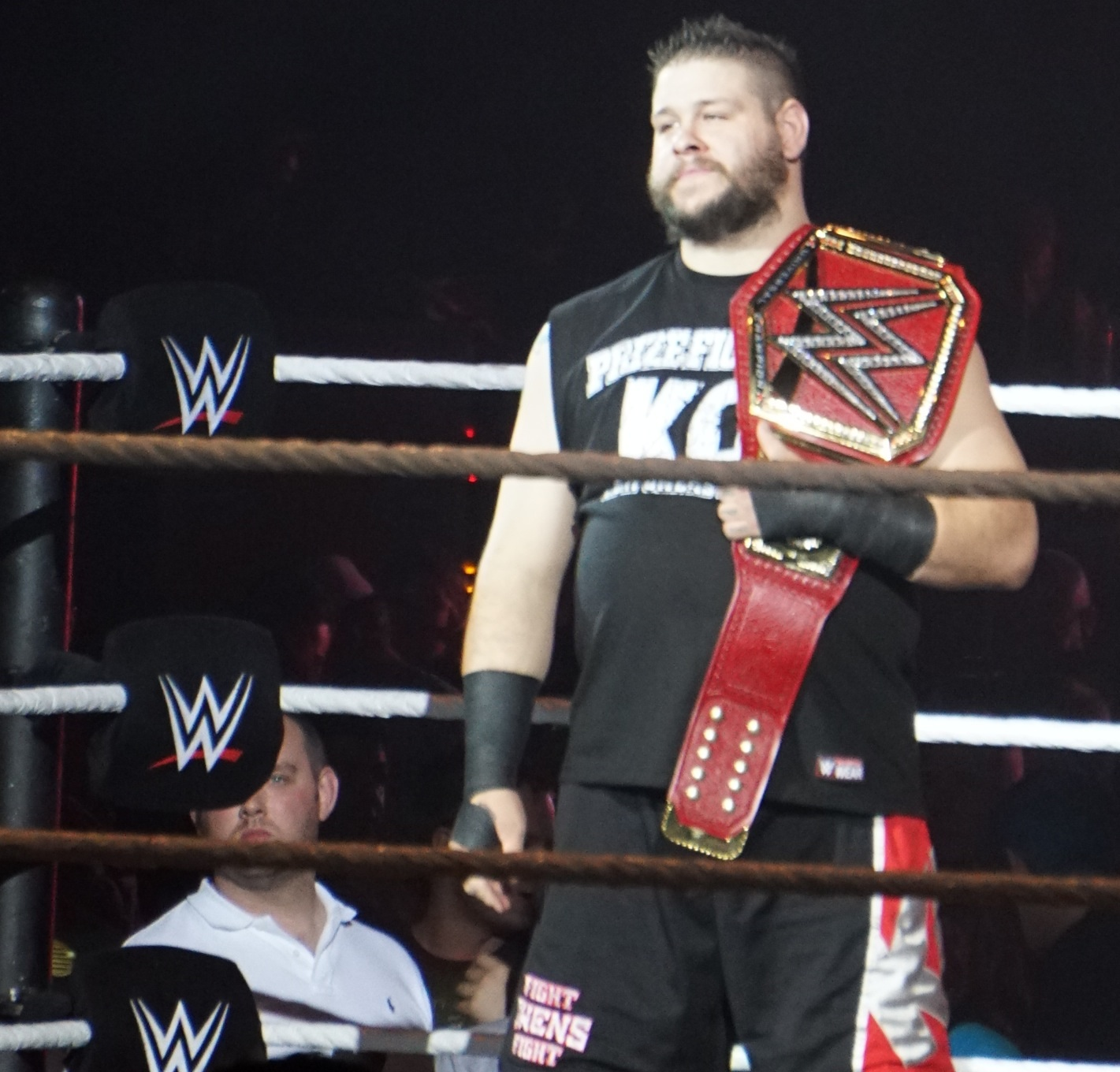
Universal Champion Kevin Owens im Jahr 2016.

Bei der Raw Episode vom 18. Mai 2015, hatte Owens mit einer Attacke gegen John Cena seinen ersten prominenten Auftritt im WWE-Hauptroster. Am 20. September gewann Owens die WWE Intercontinental Championship von Ryback bei der Veranstaltung Night of Champions. Am 13. Dezember 2015 verlor er den WWE Intercontinental Championship bei der Großveranstaltung WWE TLC: Tables, Ladders & Chairs an Dean Ambrose. Am 15. Februar 2016 bei einer RAW Ausgabe, gewann er zum zweiten Mal den WWE Intercontinental Championship, in dem er Tyler Breeze in einem Fatal Five Way Match pinnte in dem auch der Champion Dean Ambrose, Dolph Ziggler und Stardust teilnahmen. Diesen verlor er bei Wrestlemania 32, am 4. April 2016, in einem Ladder Match an Zack Ryder.
Beim WWE Draft 2016, welcher am 19. Juli 2016 bei SmackDown stattfand, wurde Owens zum Raw Roster gedraftet und ist seitdem ein Teil des Raw Rosters. Bei der Raw Ausgabe vom 29. August 2016 besiegte Owens in einem Fatal Four Way Elimination Match Big Cass, Seth Rollins und Roman Reigns um den vakanten WWE Universal Championship. Bei Survivor Series war Owens Teil des Raw Teams, in dem sie jedoch gegen das Team von SmackDown verloren haben. Mit Chris Jericho bildete er das Team Jeri-Ko. Mit Chris Jericho als Partner trat er einige Male erfolglos um die WWE Raw Tag Team Championship an. Bei der Raw-Ausgabe vom 9. Januar 2017 besiegten er und Chris Jericho den WWE United States Champion Roman Reigns in einem Handicap-Match. Mit diesem Sieg half er seinem Tag Team-Partner Chris die WWE United States Championship zu gewinnen. Bei der Raw-Ausgabe vom 13. Februar 2017 trennte er sich von Chris Jericho, indem er ihn attackierte.
Am 5. März 2017 bei der Großveranstaltung Fastlane verlor er seine WWE Universal Championship an Goldberg.

#### United States Championund Verletzung (2017–2018)

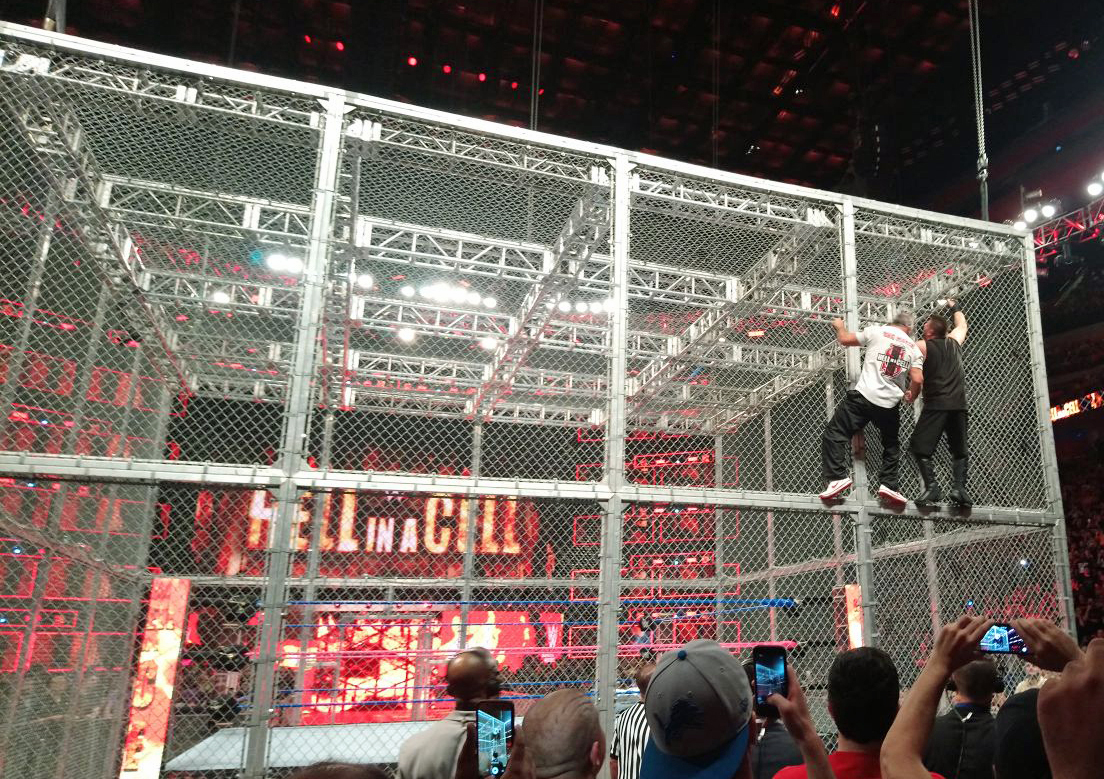
Shane McMahon gegen Kevin Owens in einem Hell in A Cell-Match.

Owens akzeptierte Chris Jerichos Herausforderung für ein Match bei WrestleMania 33, solange Jericho die WWE United States Championship verteidigen würde, die Owens anschließend zum ersten Mal in seiner Karriere gewinnen dürfte. Im Rahmen des Superstar Shake-Ups wechselte er am 11. April 2017 zum SmackDown Brand. Während einer Hausshow im Madison Square Garden am 7. Juli verlor Owens die WWE United States Championship an AJ Styles. Bei Battleground besiegte Owens Styles in einem Rückkampf, um die WWE United States Championship zum dritten Mal zu erhalten. Er verlor den Titel aber zwei Tage später bei SmackDown in einem Triple Threat Match, bei dem auch der zurückkehrende Chris Jericho dabei war. In der Episode vom 5. September von SmackDown verlangte Owens ein weiteres Match um die WWE United States Championship. Als der SmackDown Commissioner Shane sich weigerte, beleidigte er Shanes Kinder, was dazu führte, dass er Owens angriff. Daraufhin wurde Shane suspendiert und Daniel Bryan gab bekannt, dass Mr. McMahon in der folgenden Woche zu SmackDown zurückkehren würde. In der Episode von SmackDown vom 12. September kündigte McMahon an, dass Owens bei Hell in a Cell in einem Hell In A Cell Match auf Shane treffen würde. Owens schüttelte McMahon die Hand und nutzte die Gelegenheit und ihn zu attackieren. Bei Hell in a Cell besiegte Owens Shane, nachdem Sami Zayn im Match eingriff. In der folgenden Folge von SmackDown nannte Zayn Owens seinen "Bruder", nachdem er enthüllt hatte, warum er Owens half, anstatt Shane zu erlauben, zu gewinnen.
In der Episode vom 20. März von SmackDown wurden Owens und Sami Zayn (Kaybabe) von Daniel Bryan als Bestrafung für einen Angriff gegen Shane McMahon in der Woche zuvor entlassen. Owens und Zayn griffen Bryan nach der Ankündigung an. Das führte zu einem Tag Team Match bei WrestleMania 34. Würden Owens und Zayn dieses Match gewinnen, wären sie wieder bei SmackDown unter Vertrag. Owens und Zayn verloren das Match und mussten SmackDown endgültig verlassen.
Beim Superstar Shake-Up im April 2018 wechselte er zurück zu RAW. Und dies zusammen mit seinem Partner Zayn, beide bestritten über die Zeit verschiedene Tag Team Matches, aber waren jedoch nie im Titelgeschehen involviert. Bei einer Raw Ausgabe turnte jedoch Zayn gegen Owens, indem er ihn attackierte, es folgte eine Fehde zwischen den beiden, welche Owens als Sieger verließ. In dieser Zeit verletzte sich Owens am Knie, weshalb er sich einer Operation an beiden Knien unterziehen musste und fiel somit verletzungsbedingt aus.

#### Rückkehr und Face-Turn (2019–2024)
Nach seiner Verletzungspause kehrte Owens am 26. Februar 2019 zu SmackDown zurück und bekam von Mr. McMahon ein WWE Championship Match gegen den damaligen Champion Daniel Bryan, welches er jedoch verlor. Bei der SmackDown-Ausgabe vom 23. April 2019 turnte er dann endgültig zum Heel, indem er den WWE Champion Kofi Kingston attackierte, nachdem dieser ein Match gegen Shinsuke Nakamura per Disqualification gewann. Dies führte zu einer Fehde zwischen Owens und Kofi Kingston, was zu einem Match um den WWE Championship von Kingston bei Money in the Bank führte, dieses Match verlor jedoch Owens. Am 23. Juni 2019 bestritt Owens ein Tag Team Match mit Sami Zayn gegen Big E & Xavier Woods, dies Match gewannen sie. Nach kurzer Zeit turnte er zum Face. Am 14. Juli 2019 gewann er ein Singles Match gegen Dolph Ziggler bei Extreme Rules nach bereits 20 Sekunden. Am 11. August 2019 gewann er ein Singles Match gegen Shane McMahon beim WWE SummerSlam. Bei der Smackdown Ausgabe am 24. September forderte Kevin Owens Shane McMahon zu einem Ladder-Match heraus um die Zukunft der beiden. Am 4. Oktober 2019 gewann Owens das Ladder Match gegen McMahon bei WWE Friday Night SmackDown, nach dieser Niederlage musste McMahon laut Storyline die WWE verlassen. Im Rahmen des WWE Drafts wechselte Owens am 11. Oktober 2019 von SmackDown zu Raw.
Am 23. November 2019 bestritt er zusammen mit Keith Lee, Dominik Dijakovic und Tommaso Ciampa bei NXT TakeOver: WarGames III ein War Games Match gegen The Undisputed ERA Adam Cole, Kyle O’Reilly, Roderick Strong und Bobby Fish. Dieses Match gewann er. Am 24. November 2019 bestritt er bei WWE Survivor Series zusammen mit Drew McIntyre, Ricochet, Seth Rollins und Randy Orton ein Traditional Survivor Series Elimination Match gegen Braun Strowman, Roman Reigns, Mustafa Ali, King Corbin, Shorty G., Damian Priest, Matt Riddle, Keith Lee, WALTER und Tommaso Ciampa. Dieses Match verlor er.
Am 12. Oktober 2020 wechselte er durch den Draft zu SmackDown. Kurz hierauf startete er eine Fehde gegen Roman Reigns, diese gipfelte in einem Match bei TLC: Tables, Ladders & Chairs am 20. Dezember 2020 um die Universal Championship, dieses konnte er jedoch nicht gewinnen. Bei WrestleMania 37 bestritt er ein weiteres Match gegen Sayn, auch hier konnte er ihn besiegen. Im Anschluss zum Match verpasste er Logan Paul einen Stunner. Am 4. Oktober 2021 wurde er beim WWE Draft zu Raw gedraftet. Am 2. April 2022 bestritt er bei WrestleMania 38 ein No-Holds-Barred-Match gegen Steve Austin, dieses verlor er. Am 5. Juni 2022 bestritt er bei Hell In A Cell (2022) ein Match gegen Ezekiel, das Match gewann er.
Am 1. April 2023 gewann er bei WrestleMania 39 zusammen mit Sami Zayn die Undisputed WWE Tag Team Championship, hierfür besiegten sie The Usos. Die Regentschaft hielt 155 Tage und verloren die Titel, schlussendlich am 2. September 2023 bei Payback (2023) an Finn Bálor und Damian Priest. Bei WrestleMania XL kämpfte er erfolglos gegen Randy Orton und Logan Paul um den US-Titel.

#### Heel-Turn und Fehden gegen Cody Rhodes und Randy Orton (2024-heute)
Bei Bash in Berlin am 31. August trat Owens gegen Cody Rhodes um die Undisputed WWE Championship an, verlor aber. Am 5. Oktober, nachdem Bad Blood abgesetzt worden war, filmten Fans, wie Owens Rhodes angriff, als dieser in seinen Bus stieg, und Owens damit zum ersten Mal seit 2022 zum Heel machte. In der folgenden Folge von SmackDown festigte er seinen Heel-Turn, indem er Randy Orton auf dem Parkplatz angriff. Am 2. November wurde ein Match zwischen Owens und Orton um Crown Jewel offiziell gemacht, bei dem sich die beiden Männer in der gesamten Arena prügelten und das Match nie begann. In der folgenden Woche bei SmackDown schaltete Owens Orton mit einem Piledriver aus. Beim Saturday Night's Main Event am 14. Dezember trat Owens erneut gegen Rhodes um den Titel an, verlor jedoch auf umstrittene Weise. Unmittelbar nach dem Match griff Owens Rhodes mit einem Package -Piledriver an und geriet in eine verbale und körperliche Auseinandersetzung mit Chief Content Officer Paul „Triple H“ Levesque. Owens stahl daraufhin den WWE Championship-Titel im Winged Eagle-Design (der Rhodes von Levesque speziell für das Saturday Night's Main Event überreicht wurde) und begann, sich selbst als „wahren WWE-Champion“ zu bezeichnen. Beim Royal Rumble am 1. Februar 2025 gelang es Owens nicht, Rhodes den Undisputed WWE Championship-Titel in einem Leitermatch abzunehmen, bei dem sowohl der „Undisputed“- als auch der „Winged Eagle“-Titelgürtel auf dem Spiel standen. Dadurch endete aber auch die Fehde.
In der Raw-Folge vom 3. Februar griff Owens Sami Zayn nach seinem Qualifikationsmatch für das Elimination Chamber-Match gegen CM Punk an, indem er ihn von hinten überfiel und Zayn einen Package Piledriver verpasste, wodurch die Fehde zwischen den beiden erneut entfacht wurde. Bei Elimination Chamber in Toronto am 1. März besiegte Owens Zayn in einem extrem brutalen "Unsanctioned Match", wurde jedoch nach dem Match von einem zurückkehrenden Orton konfrontiert, was zu einer Schlägerei zwischen den beiden führte.
In der SmackDown-Folge vom 4. April gab Owens jedoch bekannt, dass er eine Nackenverletzung erlitten habe und operiert werden müsse, wodurch er nicht an WrestleMania 41 teilnehmen könne und auf unbestimmte Zeit ausfallen werde.

## Titel und Auszeichnungen
- Capital City Championship Combat
  - C*4 Championship (1×)

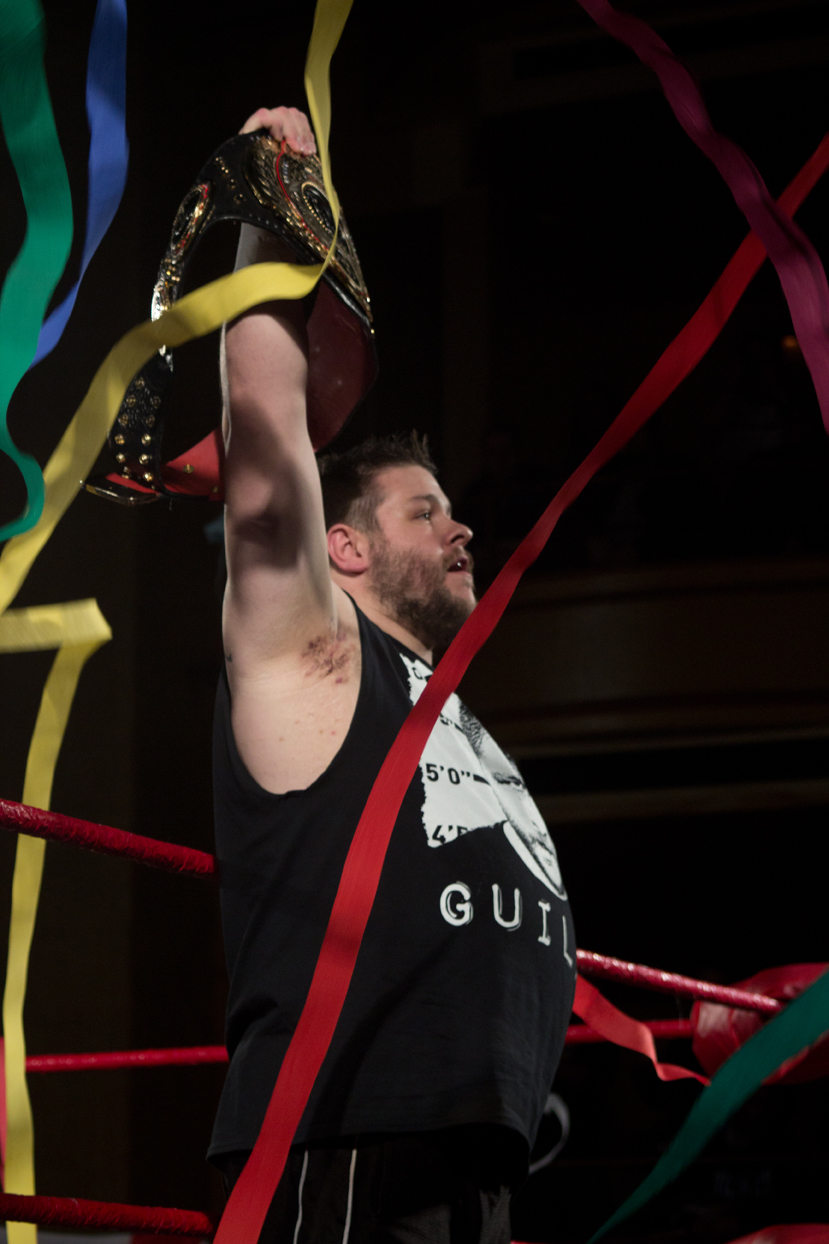
ROH World Champion Kevin Steen im Jahr 2012.

  - C*4 Tag Team Championship (1× mit Mike Bailey)

- Combat Zone Wrestling
  - CZW Iron Man Championship (1×)

- Elite Wrestling Revolution
  - EWR Championship (2×)

- International Wrestling Syndicate
  - IWS World Heavyweight Championship (3×)
  - IWS Canadian Championship (1×)

- Pro Wrestling Guerrilla
  - PWG World Championship (3×)
  - PWG World Tag Team Championship (2× mit El Generico, 1× mit Super Dragon)

- Ring of Honor
  - ROH World Championship (1×)
  - ROH World Tag Team Championship (1× mit El Generico)

- World Wrestling Entertainment
  - Grand Slam
  - WWE Universal Championship (1×)
  - WWE Intercontinental Championship (2×)
  - WWE United States Championship (3×)
  - WWE SmackDown Tag Team Championship (1×) mit Sami Zayn
  - WWE Raw Tag Team Championship (1×) mit Sami Zayn
  - NXT Championship (1×)

- Pro Wrestling Illustrated
  - Nummer 37 der Top 500 Wrestler in der PWI 500 in 2020